# Fußballclub Basel 1893 2003-2004
Questa voce raccoglie le informazioni riguardanti il Fußballclub Basel 1893 nelle competizioni ufficiali della stagione 2003-2004.

## Stagione
Nella stagione 2003-2004 il Basilea, allenato da Christian Gross, concluse il campionato di Super League al 1º posto. In Coppa UEFA il Basilea fu eliminato al secondo turno dal Newcastle Utd.

## Rosa
| N. |                      | Ruolo | Calciatore         |
| -- | -------------------- | ----- | ------------------ |
| 1  | Svizzera (bandiera)  | P     | Pascal Zuberbühler |
| 4  | Svizzera (bandiera)  | D     | Alexandre Quennoz  |
| 5  | Svizzera (bandiera)  | D     | Marco Zwyssig      |
| 6  | Svizzera (bandiera)  | C     | Benjamin Huggel    |
| 11 | Camerun (bandiera)   | A     | Hervé Tum          |
| 12 | Svizzera (bandiera)  | C     | Sébastien Barberis |
| 13 | Argentina (bandiera) | A     | Christian Giménez  |
| 15 | Svizzera (bandiera)  | D     | Murat Yakın        |
| 16 | Svizzera (bandiera)  | D     | Grégory Duruz      |
| 17 | Svizzera (bandiera)  | C     | Mario Cantaluppi   |
| 18 | Svizzera (bandiera)  | P     | Eric Rapo          |

| N. |                                 | Ruolo | Calciatore         |
| -- | ------------------------------- | ----- | ------------------ |
| 20 | Argentina (bandiera)            | C     | Matías Delgado     |
| 21 | Svizzera (bandiera)             | C     | David Degen        |
| 22 | Serbia e Montenegro (bandiera)  | C     | Ivan Ergić         |
| 23 | Svizzera (bandiera)             | D     | Philipp Degen      |
| 24 | Camerun (bandiera)              | D     | Thimothée Atouba   |
| 25 | Svizzera (bandiera)             | P     | Romain Crevoisier  |
| 26 | Australia (bandiera)            | C     | Scott Chipperfield |
| 29 | Bosnia ed Erzegovina (bandiera) | D     | Damir Džombić      |
| 30 | Svizzera (bandiera)             | D     | Boris Smiljanić    |
| 32 | Argentina (bandiera)            | A     | Francisco Guerrero |
| 33 | Argentina (bandiera)            | A     | Julio Hernán Rossi |

## Organigramma societario
Area tecnica
- Allenatore: Christian Gross
- Allenatore in seconda: Fritz Schmid
- Preparatore dei portieri: Martin Brunner
- Preparatori atletici: Harry Körner

## Calciomercato

### Sessione estiva
| Acquisti | Acquisti       | Acquisti            | Acquisti |
| R.       | Nome           | da                  | Modalità |
| -------- | -------------- | ------------------- | -------- |
| C        | Hakan Yakın    | Paris Saint-Germain |          |
| C        | Matías Delgado | Chacarita Juniors   |          |
| C        | David Degen    | Aarau               |          |
| D        | Damir Džombić  | Basilea II          |          |
| A        | Marco Streller | Thun                |          |

| Cessioni | Cessioni            | Cessioni            | Cessioni |
| R.       | Nome                | a                   | Modalità |
| -------- | ------------------- | ------------------- | -------- |
| C        | Hakan Yakın         | Paris Saint-Germain |          |
| C        | Carlos Varela       | Aarau               |          |
| D        | Ljubo Miličević     | Thun                |          |
| C        | Nenad Savić         | Lucerna             |          |
| A        | Jean-Michel Tchouga | Concordia Basilea   |          |

### Sessione invernale
| Acquisti | Acquisti           | Acquisti | Acquisti |
| R.       | Nome               | da       | Modalità |
| -------- | ------------------ | -------- | -------- |
| A        | Francisco Guerrero | Zurigo   |          |

| Cessioni | Cessioni         | Cessioni    | Cessioni |
| R.       | Nome             | a           | Modalità |
| -------- | ---------------- | ----------- | -------- |
| C        | Antonio Esposito | Varese      |          |
| A        | Marco Streller   | Stoccarda   |          |
| C        | Zé Maria         | Ponte Preta |          |

## Risultati

### Super League

#### Prima fase, girone di andata
| Arbitro: | Leuba |

|                      |           |           |
| Yakın 33’ Huggel 86’ | Marcatori | 51’ Keita |

| Arbitro: | Busacca |

|                        |           |                                       |
| Leandro 27’ Magnin 47’ | Marcatori | 20’ Giménez 71’ Streller 75’ Esposito |

| Arbitro: | Beck |

|                                             |           |                           |
| Degen 11’ Giménez 19’, 46’ Yakın 90’ (rig.) | Marcatori | 60’ Mangane 85’ Margairaz |

| Arbitro: | Salm |

|                            |           |                                          |
| Lustrinelli 17’ Romano 90’ | Marcatori | 61’ (rig.) Yakın 76’ Atouba 79’ Streller |

| Arbitro: | Petignat |

|                                |           |               |
| Yakın 21’ Rossi 69’ Huggel 79’ | Marcatori | 59’ de Napoli |

| Arbitro: | Meier |

|  |           |                                    |
|  | Marcatori | 13’, 25’, 84’ Giménez 63’ Streller |

| Arbitro: | Bertolini |

|                                                                         |           |  |
| Streller 22’ Giménez 29’, 53’ Chipperfield 31’ Yakın 71’ (rig.) Tum 84’ | Marcatori |  |

| Arbitro: | Nobs |

|  |           |                                        |
|  | Marcatori | 39’ Yakın 52’, 82’ Streller 58’ Huggel |

| Arbitro: | Wildhaber |

|                                           |           |               |
| Huggel 56’ Yakın 67’ Tum 70’ Streller 72’ | Marcatori | 63’ Zellweger |

#### Prima fase, girone di ritorno
| Arbitro: | Beck |

|  |           |          |
|  | Marcatori | 4’ Rossi |

| Arbitro: | Rogalla |

|                   |           |  |
| Streller 16’, 18’ | Marcatori |  |

| Arbitro: | Wildhaber |

|           |           |                                    |
| Ojong 77’ | Marcatori | 35’ Barberis 40’ Yakın 68’ Delgado |

| Arbitro: | Laperrière |

|                                       |           |  |
| Streller 4’, 53’ Huggel 36’ Degen 55’ | Marcatori |  |

| Arbitro: | Leuba |

|                   |           |                          |
| de Napoli 6’, 66’ | Marcatori | 27’ Chipperfield 54’ Tum |

| Arbitro: | Rutz |

|                     |           |  |
| Degen 38’ Yakın 61’ | Marcatori |  |

| Arbitro: | Meier |

|           |           |                      |
| Kader 56’ | Marcatori | 31’ Huggel 79’ Rossi |

| Arbitro: | Beck |

|                                                              |           |                     |
| Cantaluppi 14’ Streller 15’, 42’ Chipperfield 50’ Huggel 55’ | Marcatori | 11’ Silva 90’ Magro |

| Arbitro: | Meier |

|             |           |                          |
| Merenda 45’ | Marcatori | 13’ Tum 60’ Chipperfield |

#### Seconda fase, girone di andata
| Arbitro: | Leuba |

|  |           |             |
|  | Marcatori | 54’ Giménez |

| Arbitro: | Busacca |

|                  |           |                  |
| Degen 9’ Tum 30’ | Marcatori | 59’, 63’ Eduardo |

| Arbitro: | Salm |

|                                                     |           |  |
| Yakın 1’ Tum 10’, 53’ Giménez 70’, 72’ Guerrero 90’ | Marcatori |  |

| Arbitro: | Rogalla |

|          |           |            |
| Wolf 20’ | Marcatori | 43’ Huggel |

| Arbitro: | Bertolini |

|             |           |                |
| Giménez 32’ | Marcatori | 2’ Lustrinelli |

| Arbitro: | Petignat |

|          |           |  |
| Gygax 7’ | Marcatori |  |

| Arbitro: | Wildhaber |

|                            |           |            |
| Giménez 43’, 76’ Rossi 71’ | Marcatori | 27’ Opango |

| Arbitro: | Meier |

|              |           |           |
| Blunschi 53’ | Marcatori | 39’ Rossi |

| Arbitro: | Busacca |

|               |           |                                                   |
| Obradović 58’ | Marcatori | 39’ Giménez 60’ Degen 71’ Atouba 90’ Chipperfield |

#### Seconda fase, girone di ritorno
| Arbitro: | Nobs |

|           |           |  |
| Rossi 56’ | Marcatori |  |

| Arbitro: | Zimmermann |

|                             |           |  |
| Chipperfield 1’ Delgado 58’ | Marcatori |  |

| Arbitro: | Meßner |

|                                                 |           |  |
| Wittl 4’ Tcheutchoua 61’ Zuberbühler 78’ (aut.) | Marcatori |  |

| Arbitro: | Rogalla |

|               |           |               |
| Smiljanić 27’ | Marcatori | 22’ Petrosyan |

| Arbitro: | Rutz |

|  |           |                            |
|  | Marcatori | 10’ Chipperfield 23’ Degen |

| Basilea 8 maggio 2004, ore 19:30 CEST 33ª giornata | Basilea | 0 – 0 referto | San Gallo | St. Jakob-Park (25 403 spett.)\| Arbitro: \| Meier \| |
| Arbitro:                                           | Meier   |               |           |                                                       |

| Arbitro: | Nobs |

|                                   |           |               |
| Rey 69’ Forschelet 90’ M'Futi 90’ | Marcatori | 59’ Smiljanić |

| Arbitro: | Bertolini |

|  |           |                        |
|  | Marcatori | 33’ Rossi 84’ Barberis |

| Arbitro: | Leuba |

|                      |           |               |
| Rossi 5’ Giménez 35’ | Marcatori | 47’ Chapuisat |

### Coppa UEFA
| Arbitro: | Salomir |

|  |           |                     |
|  | Marcatori | 15’ Yakın 76’ Yakın |

| Arbitro: | Juhos |

|              |           |                |
| Streller 95’ | Marcatori | 65’, 85’ Kocak |

| Arbitro: | Øvrebø |

|                                 |           |                                   |
| Cantaluppi 12’ Chipperfield 16’ | Marcatori | 14’ Robert 38’ Bramble 76’ Ameobi |

| Arbitro: | Fisker |

|                      |           |  |
| Smiljanić 14’ (aut.) | Marcatori |  |

## Statistiche

### Statistiche di squadra
| Competizione | Punti | In casa | In casa | In casa | In casa | In casa | In casa | In trasferta | In trasferta | In trasferta | In trasferta | In trasferta | In trasferta | Totale | Totale | Totale | Totale | Totale | Totale | DR  |
| Competizione | Punti | G       | V       | N       | P       | Gf      | Gs      | G            | V            | N            | P            | Gf           | Gs           | G      | V      | N      | P      | Gf     | Gs     | DR  |
| ------------ | ----- | ------- | ------- | ------- | ------- | ------- | ------- | ------------ | ------------ | ------------ | ------------ | ------------ | ------------ | ------ | ------ | ------ | ------ | ------ | ------ | --- |
| Super League | 85    | 18      | 14      | 4       | 0       | 50      | 13      | 18           | 12           | 3            | 3            | 36           | 19           | 36     | 26     | 7      | 3      | 86     | 32     | +54 |
| Coppa UEFA   | -     | 2       | 0       | 0       | 2       | 3       | 5       | 2            | 1            | 0            | 1            | 2            | 1            | 4      | 1      | 0      | 3      | 5      | 6      | -1  |
| Totale       | 85    | 20      | 14      | 4       | 2       | 53      | 18      | 20           | 13           | 3            | 4            | 38           | 20           | 40     | 27     | 7      | 6      | 91     | 38     | +53 |

### Andamento in campionato
| Giornata  | 1 | 2 | 3 | 4 | 5 | 6 | 7 | 8 | 9 | 10 | 11 | 12 | 13 | 14 | 15 | 16 | 17 | 18 | 19 | 20 | 21 | 22 | 23 | 24 | 25 | 26 | 27 | 28 | 29 | 30 | 31 | 32 | 33 | 34 | 35 | 36 |
| --------- | - | - | - | - | - | - | - | - | - | -- | -- | -- | -- | -- | -- | -- | -- | -- | -- | -- | -- | -- | -- | -- | -- | -- | -- | -- | -- | -- | -- | -- | -- | -- | -- | -- |
| Luogo     | C | T | C | T | C | T | C | T | C | T  | C  | T  | C  | T  | C  | T  | C  | T  | T  | C  | C  | T  | C  | T  | C  | T  | T  | C  | C  | T  | C  | T  | C  | T  | T  | C  |
| Risultato | V | V | V | V | V | V | V | V | V | V  | V  | V  | V  | N  | V  | V  | V  | V  | V  | N  | V  | N  | N  | P  | V  | N  | V  | V  | V  | P  | N  | V  | N  | P  | V  | V  |
| Posizione | 3 | 3 | 2 | 1 | 1 | 1 | 1 | 1 | 1 | 1  | 1  | 1  | 1  | 1  | 1  | 1  | 1  | 1  | 1  | 1  | 1  | 1  | 1  | 1  | 1  | 1  | 1  | 1  | 1  | 1  | 1  | 1  | 1  | 1  | 1  | 1  |

Legenda:

Luogo: C = Casa; T = Trasferta. Risultato: V = Vittoria; N = Pareggio; P = Sconfitta.

### Statistiche dei giocatori
| Giocatore       | Super League | Super League | Super League | Super League | Coppa UEFA | Coppa UEFA | Coppa UEFA  | Coppa UEFA | Totale   | Totale | Totale      | Totale     |
| Giocatore       | Presenze     | Reti         | Ammonizioni  | Espulsioni   | Presenze   | Reti       | Ammonizioni | Espulsioni | Presenze | Reti   | Ammonizioni | Espulsioni |
| --------------- | ------------ | ------------ | ------------ | ------------ | ---------- | ---------- | ----------- | ---------- | -------- | ------ | ----------- | ---------- |
| T. Atouba       | 30           | 2            | 4            | 0            | 3          | 0          | 0           | 0          | 33       | 2      | 4           | 0          |
| S. Barberis     | 24           | 2            | 4            | 0            | 4          | 0          | 0           | 0          | 28       | 2      | 4           | 0          |
| M. Cantaluppi   | 32           | 1            | 9            | 0            | 4          | 1          | 1           | 0          | 36       | 2      | 10          | 0          |
| S. Chipperfield | 31           | 7            | 3            | 1            | 4          | 1          | 0           | 0          | 35       | 8      | 3           | 1          |
| R. Crevoisier   | 0            | 0            | 0            | 0            | 0          | 0          | 0           | 0          | 0        | 0      | 0           | 0          |
| D. Degen        | 22           | 2            | 3            | 1            | 1          | 0          | 0           | 0          | 23       | 2      | 3           | 1          |
| P. Degen        | 32           | 4            | 5            | 0            | 4          | 0          | 1           | 0          | 36       | 4      | 6           | 0          |
| M. Delgado      | 20           | 2            | 3            | 0            | 1          | 0          | 0           | 0          | 21       | 2      | 3           | 0          |
| G. Duruz        | 11           | 0            | 1            | 0            | 0          | 0          | 0           | 0          | 11       | 0      | 1           | 0          |
| D. Džombić      | 1            | 0            | 1            | 0            | 0          | 0          | 0           | 0          | 1        | 0      | 1           | 0          |
| I. Ergić        | 1            | 0            | 0            | 0            | 0          | 0          | 0           | 0          | 1        | 0      | 0           | 0          |
| A. Esposito     | 6            | 1            | 2            | 0            | 1          | 0          | 0           | 0          | 7        | 1      | 2           | 0          |
| C. Giménez      | 28           | 16           | 2            | 0            | 1          | 0          | 0           | 0          | 29       | 16     | 2           | 0          |
| F. Guerrero     | 13           | 1            | 0            | 0            | 0          | 0          | 0           | 0          | 13       | 1      | 0           | 0          |
| B. Huggel       | 32           | 8            | 4            | 0            | 3          | 0          | 1           | 0          | 35       | 8      | 5           | 0          |
| Z. Maria        | 4            | 0            | 1            | 0            | 0          | 0          | 0           | 0          | 4        | 0      | 1           | 0          |
| A. Quennoz      | 15           | 0            | 1            | 0            | 1          | 0          | 0           | 0          | 16       | 0      | 1           | 0          |
| E. Rapo         | 1            | 0            | 0            | 0            | 0          | 0          | 0           | 0          | 1        | 0      | 0           | 0          |
| J. Rossi        | 31           | 8            | 2            | 1            | 4          | 0          | 0           | 0          | 35       | 8      | 2           | 1          |
| B. Smiljanić    | 23           | 2            | 3            | 0            | 2          | 0          | 0           | 0          | 25       | 2      | 3           | 0          |
| M. Streller     | 16           | 13           | 1            | 0            | 4          | 1          | 0           | 0          | 20       | 14     | 1           | 0          |
| H. Tum          | 23           | 7            | 4            | 0            | 3          | 0          | 0           | 0          | 26       | 7      | 4           | 0          |
| H. Yakın        | 6            | 3            | 1            | 0            | 4          | 1          | 0           | 0          | 10       | 4      | 1           | 0          |
| M. Yakın        | 20           | 7            | 1            | 0            | 3          | 1          | 1           | 0          | 23       | 8      | 2           | 0          |
| P. Zuberbühler  | 35           | 0            | 0            | 0            | 4          | 0          | 1           | 0          | 39       | 0      | 1           | 0          |
| M. Zwyssig      | 30           | 0            | 1            | 0            | 4          | 0          | 0           | 0          | 34       | 0      | 1           | 0          |